# Liste der Orte im Kreis Covasna

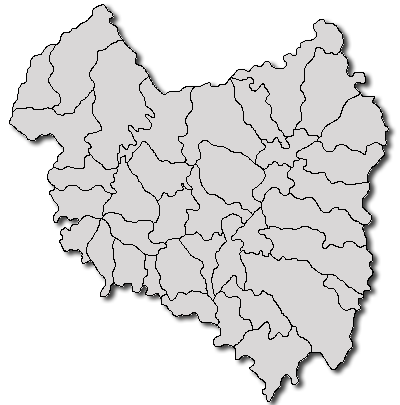
Gemeinden des Kreises Covasna

Der Kreis Covasna in Rumänien besteht aus offiziell 128 Ortschaften. Davon haben 5 den Status einer Stadt, 40 den einer Gemeinde. Die übrigen sind administrativ den Städten und Gemeinden zugeordnet.

## Städte
| - Baraolt - Covasna | - Întorsura Buzăului - Sfântu Gheorghe | - Târgu Secuiesc |

## Gemeinden
| - Aita Mare - Arcuș - Barcani - Bățani (Gemeindesitz: Bățanii Mari) - Belin - Bixad - Bodoc - Boroșneu Mare - Brateș - Brăduț - Brețcu - Catalina - Cernat - Chichiș | - Comandău - Dalnic - Dobârlău - Estelnic - Ghelința - Ghidfalău - Hăghig - Ilieni - Lemnia - Malnaș - Mereni - Micfalău - Moacșa | - Ojdula - Ozun - Poian - Reci - Sânzieni - Sita Buzăului - Turia - Valea Crișului - Valea Mare - Vâlcele (Gemeindesitz: Araci) - Vârghiș - Zagon - Zăbala |

## A
| - Aita Medie - Aita Seacă - Albiș | - Alungeni - Angheluș - Aninoasa | - Araci - Ariușd |

## B
| - Băcel - Bățanii Mari - Bățanii Mici - Belani | - Belin-Vale - Biborțeni - Bicfalău - Bita | - Bodoș - Boroșneu Mic - Brădet |

## C
| - Calnic - Căpeni - Cărpinenii | - Cașinu Mic - Chilieni - Chiuruș | - Coșeni - Crasna |

## D
| - Dobolii de Jos | - Dobolii de Sus | - Doboșeni |

## F
| - Filia | - Floroaia | - Fotoș |

## H
| - Harale - Hătuica | - Herculian - Hetea | - Hilib |

## I
| - Iarăș | - Icafalău | - Imeni |

## L
| - Lădăuți - Leț - Lisnău-Vale | - Lisnău - Lunca Mărcușului - Lunca Ozunului | - Lunga - Lutoasa |

## M
| - Măgheruș - Malnaș-Băi - Mărcuș | - Mărcușa - Mărtănuș - Mărtineni | - Merișor - Micloșoara |

## O
| - Oituz | - Olteni | - Ozunca-Băi |

## P
| - Pachia - Pădureni | - Păpăuți - Peteni | - Petriceni |

## R
| - Racoșul de Sus |

## S
| - Saciova - Sâncraiu | - Sântionlunca - Sărămaș | - Scrădoasa - Surcea |

## T
| - Tălișoara - Tamașfalău | - Telechia | - Țufalău |

## V
| - Valea Dobârlăului - Valea Mică | - Valea Scurtă - Valea Seacă | - Valea Zălanului |

## Z
| - Zăbrătău | - Zălan | - Zoltan |